# Erkan Meriç
Erkan Meriç (ur. 26 lipca 1986 w Adanie) – turecki aktor i model.
Urodził się w Adanie. Uczęszczał do szkoły podstawowej i liceum w Mersin. W 2008 ukończył studia na Wydziale Automatyki Elektronicznej na Mersin Üniversitesi. Swoją karierę rozpoczął jako model. Zapisał się do agencji modeli i wziął udział w konkursie. Wkrótce zdobył tytuł Najlepszego Modela Foto, a także Najlepszego Modela Turcji 2009. Ma na koncie także światowe osiągnięcia - jako trzeci Turek został Najlepszym Modelem Świata. W serialu Więzień miłości (2016-2018) zagrał rolę Ömera Kervancıoğlu. 